# BUtterfield 8
Butterfield 8 (en España, Una mujer marcada; en Hispanoamérica Una Venus en visón) es una película dramática estadounidense de 1960, dirigida por Daniel Mann y protagonizada por Elizabeth Taylor, Laurence Harvey, Eddie Fisher y Dina Merrill.

## Argumento
La modelo Gloria Wandrous (Elizabeth Taylor), quien también se dedica a la prostitución de lujo, aparece una mañana en casa del millonario señor Liggett (Laurence Harvey) con un sobre que contiene $250. Enfurecida y humillada, se propone vengarse robándole un abrigo a la mujer de éste, hasta que se enamora de él. Entonces el abrigo se convertirá en el motivo de su problema con el señor Liggett, ya que la acaba repudiando. Al final, el desenlace no es el pensado por ninguno de los dos.

## Historia
En una entrevista Elizabeth Taylor confesó que haber trabajado en este filme fue uno de los episodios más desgraciados de su carrera artística. Había aceptado el papel sólo para honrar los términos de un contrato con la Metro-Goldwyn-Mayer por el le debía al estudio un film en calidad de protagonista antes de la terminación de dicho contrato. Taylor ya había aceptado el rol de Cleopatra con la 20th Century Fox pero una interrupción en el contrato con la Metro le hubiera costado una penalización a menos que cumpliera con su obligación. Taylor puso como condición la presencia de Eddie Fisher, su cuarto marido, de su maquillador y su diseñador de vestuario preferidos. En la entrevista, Elizabeth Taylor cuenta que ellos no estaban disponibles, que el director era impaciente y dirigía con mano pesada sin dar ningún respiro a los actores, que había continuas demoras y muchos otros problemas. Pero la misma Taylor hacía que el trabajo se volviera más difícil con sus exigencias de diva. Taylor tachó al film de mal gusto y declaró que su personaje era estúpido e inmoral. Durante el rodaje se hizo amiga de Laurence Harvey, con el que volvió a trabajar en 1973. No obstante las dificultades, el film le proporcionó su primer Óscar como protagonista después de haber sido nominada cuatro veces consecutivas. Así y todo, Taylor declaró que el premio se le había otorgado por compasión ya que había estado enferma de pulmonía durante el año anterior luego de rodar Una Mujer marcada.

## Reparto
| Actor            | Personaje            |
| ---------------- | -------------------- |
| Elizabeth Taylor | Gloria Wandrous      |
| Laurence Harvey  | Weston Liggett       |
| Eddie Fisher     | Steve Carpenter      |
| Dina Merrill     | Emily Liggett        |
| Mildred Dunnock  | Sra. Wandrous        |
| Betty Field      | Sra. Francis Thurber |
| Jeffrey Lynn     | Bingham Smith        |
| Kay Medford      | Happy                |
| Susan Oliver     | Norma                |
| George Voskovec  | Dr. Tredman          |

## Premios
Premios Óscar (1960)
| Categoría                | Nominado/a                       | Resultado  |
| ------------------------ | -------------------------------- | ---------- |
| Mejor actriz             | Elizabeth Taylor                 | Ganadora   |
| Mejor fotografía - Color | Joseph Ruttenberg Charles Harten | Candidatos |